# Gladiolus dalenii
Gladiolus dalenii är en irisväxtart som beskrevs av Van Geel. Gladiolus dalenii ingår i släktet sabelliljor, och familjen irisväxter.

## Underarter
Arten delas in i följande underarter:
- G. d. andongensis
- G. d. dalenii
- G. d. welwitschii

## Bildgalleri

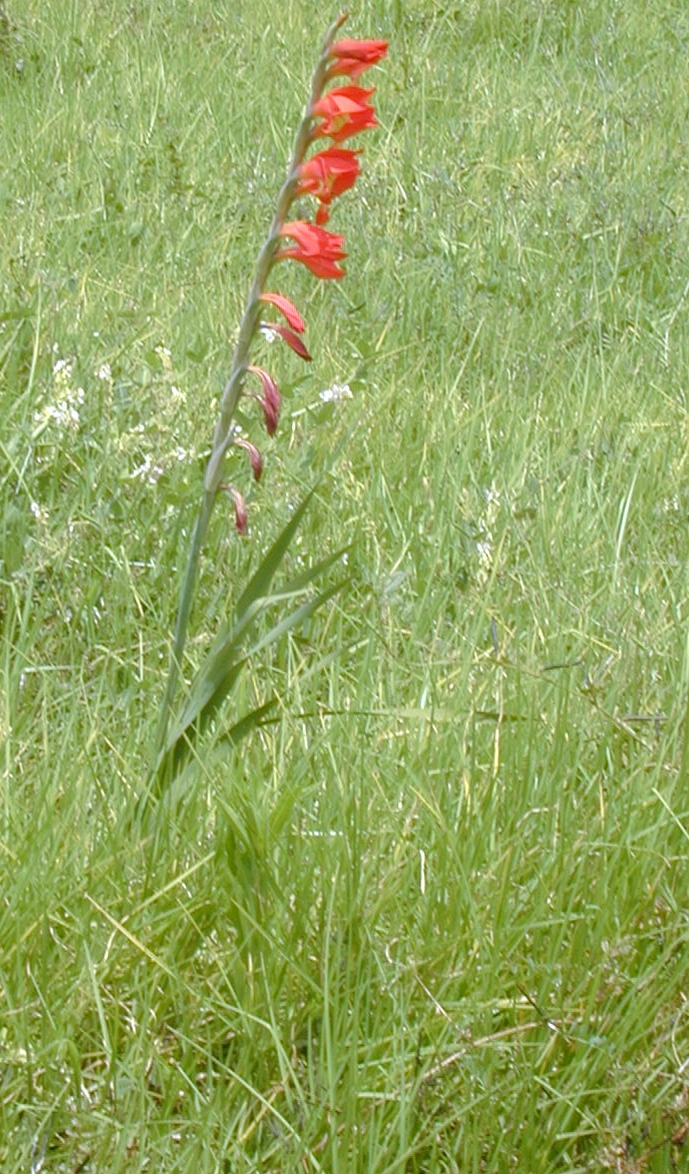
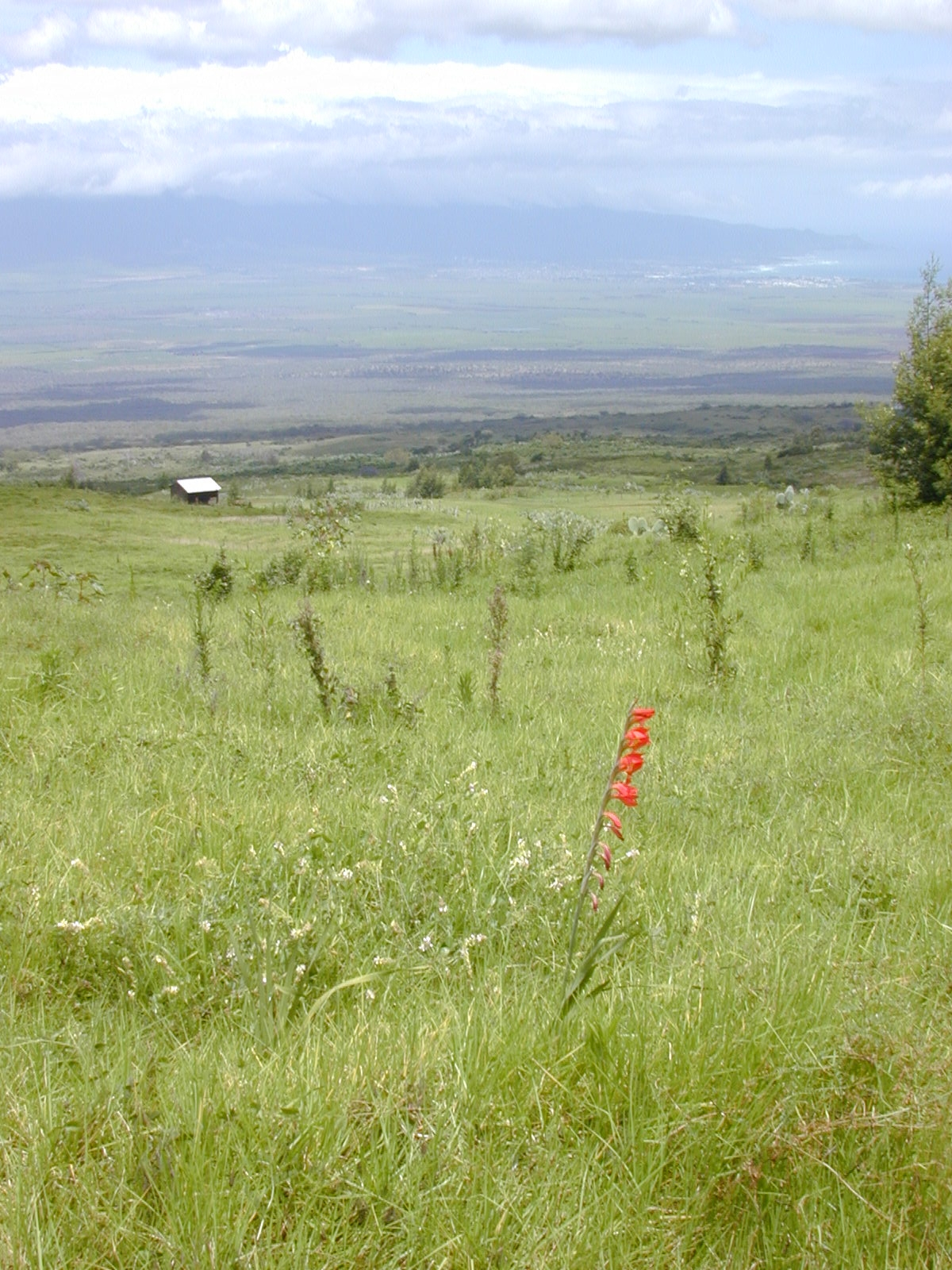
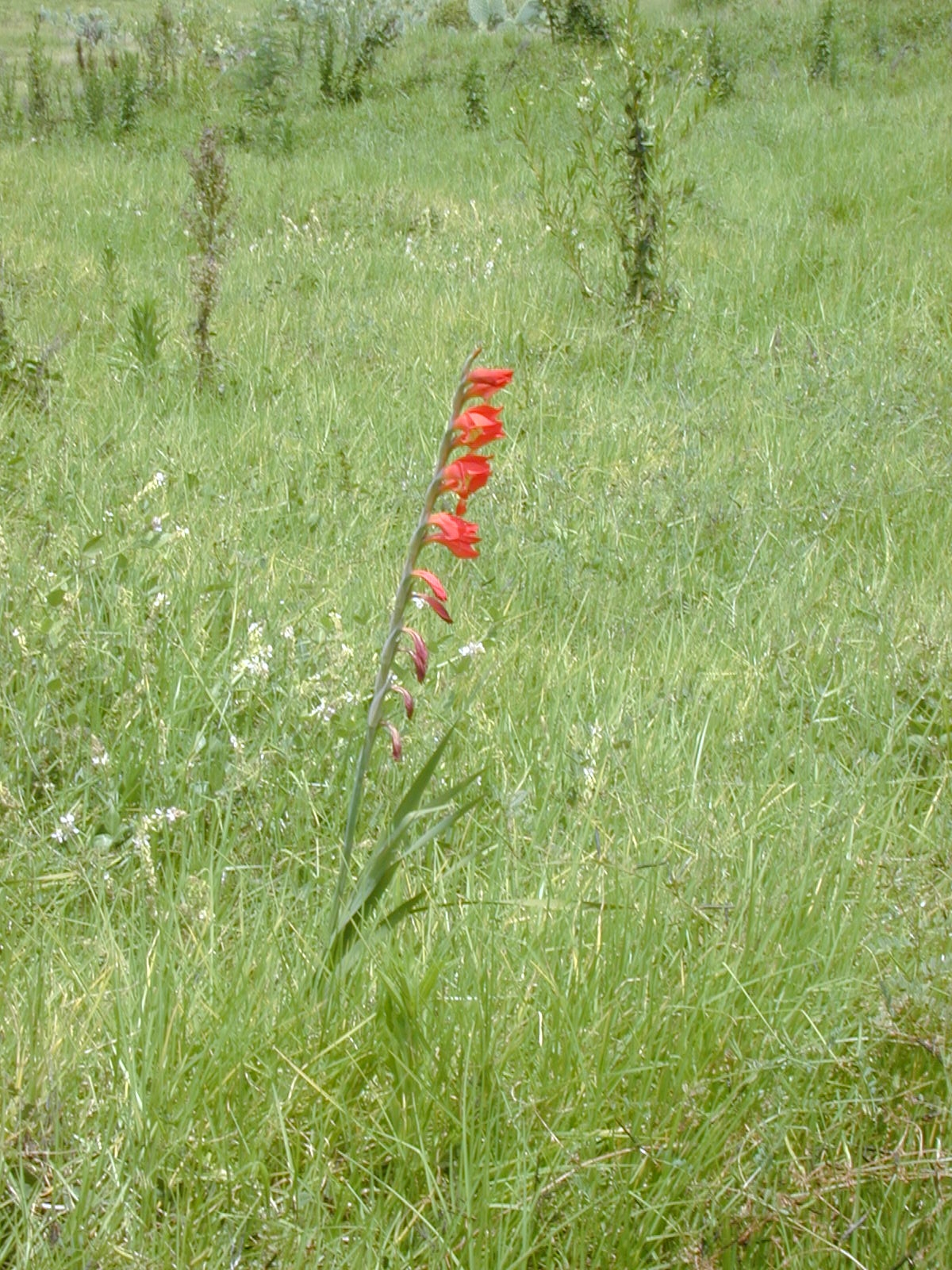
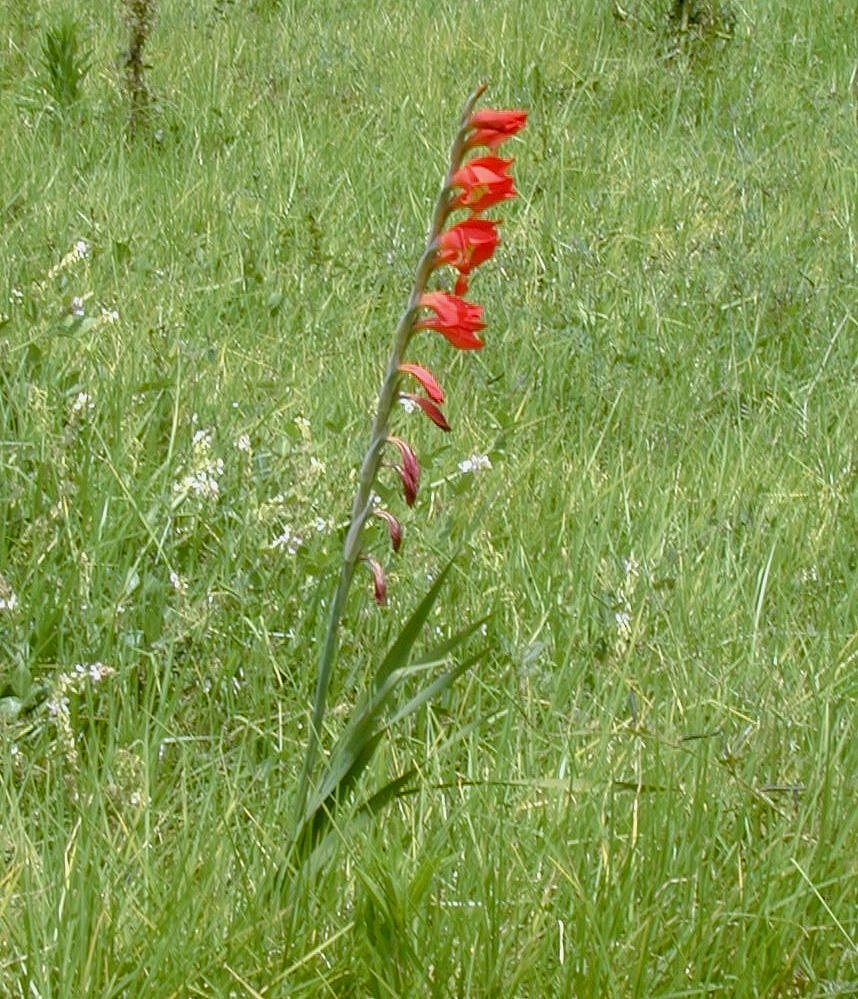
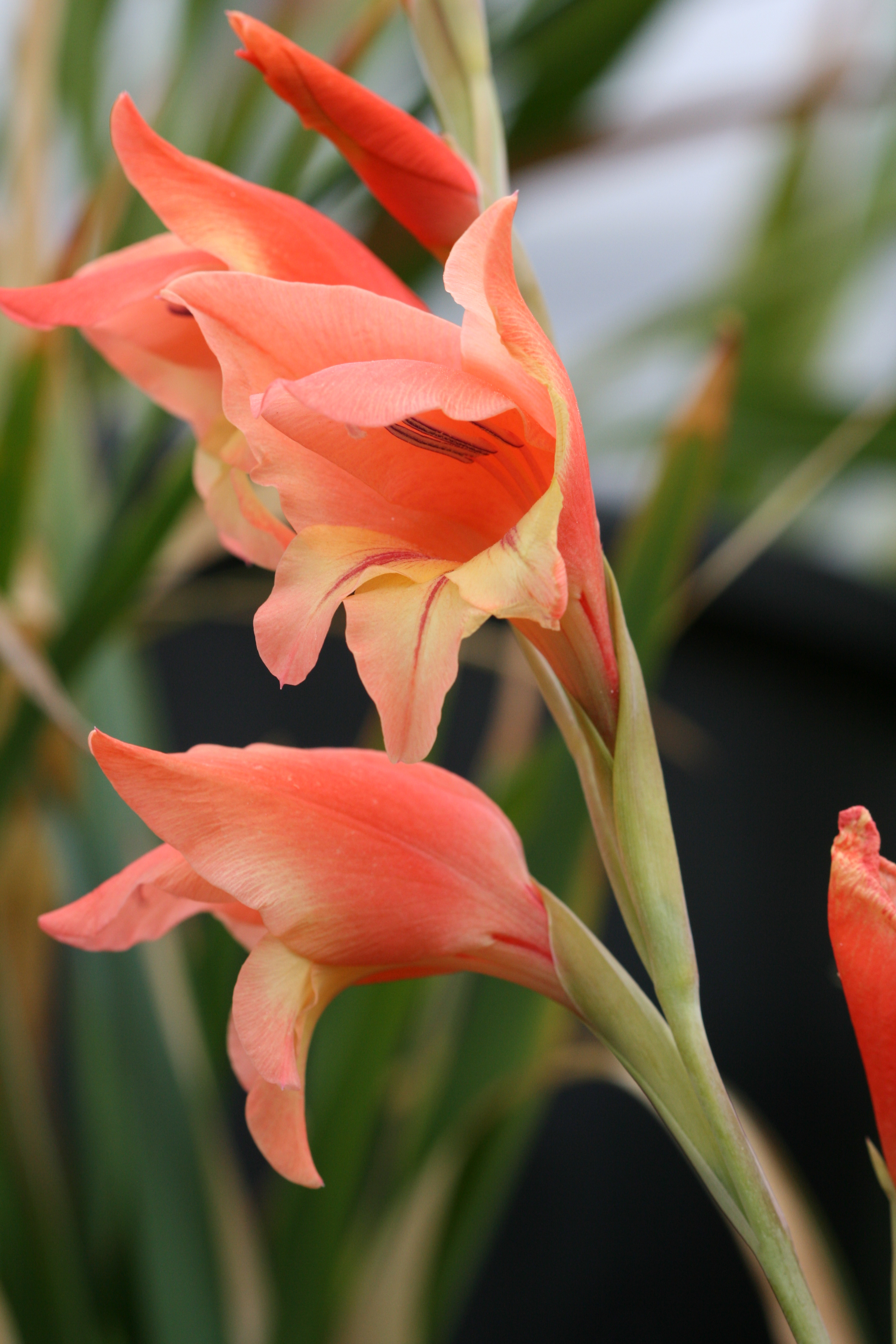
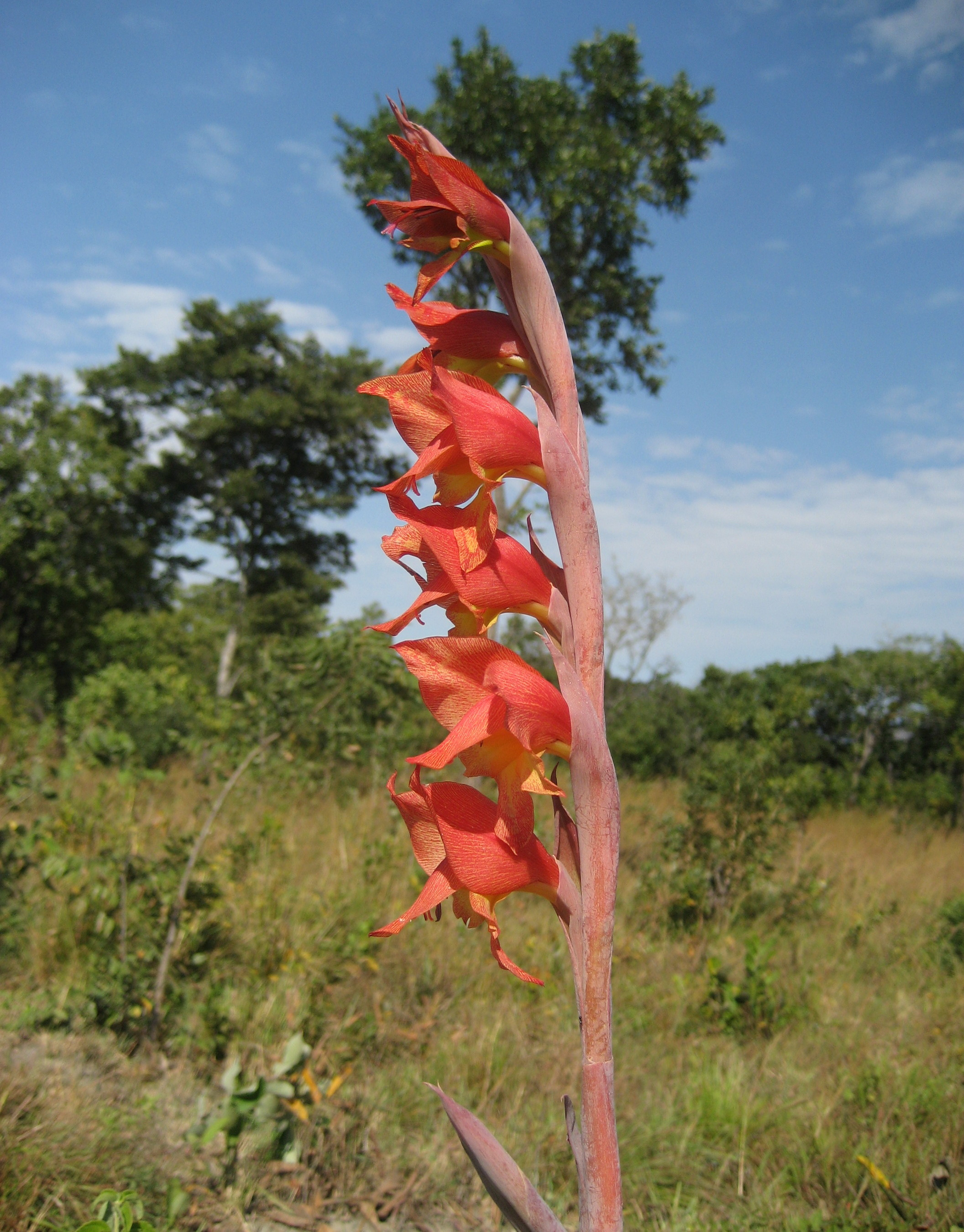